# انتفاضة غوانغجو
انتفاضة غوانغجو، وتسمى كذلك انتفاضة 18 مايو الديمقراطية، وحركة غوانغجو الديمقراطية هي انتفاضة شعبية في مدينة غوانغجو في كوريا الجنوبية من 18 حتى 27 من مايو، 1980. تشير التقديرات إلى احتمال وفاة 606 شخص في الانتفاضة. حمل المواطنون في غوانغجو خلال هذه الفترة السلاح (بنهب مخازن السلاح المحلية وأقسام الشرطة) وذلك بعد إطلاق النار على طلاب جامعة جيونام المحلية والاعتداء عليهم بالضرب في هجوم غير مسبوق من قوات الحكومة. انتهت الانتفاضة بالهزيمة للمنتفضين في 27 مايو، 1980. ويشار إلى الحدث أحيانًا بتاريخ 5.18 (18 مايو)، في إشارة إلى تاريخ بدء الانتفاضة.
يشير بعض المنتقدين إلى أن الانتفاضة قد وقعت قبل تولي تشون دو هوان مقاليد الحكم رسميًّا، ويستنتجون من ذلك أن الانتفاضات لم تكن احتجاجات طلابية بسيطة ضده؛ إلا أن تشن دو هوان كان الحاكم الحقيقي لكوريا الجنوبية في هذا الوقت منذ أن صعد إلى السلطة في 12 ديسمبر، 1979، بعد أن قاد انقلابًا عسكريًّا ناجحًا ضد الحكومة السابقة.
خلال رئاسة تشن دو هوان، اعتادت السلطات على وصف الانتفاضة بأنها تمرد حرض عليه متعاطفون مع الشيوعية ومخربون. وبحلول 1997، أقيمت مقبرة وطنية ويوم للذكرى (18 مايو) بالإضافة إلى إجراءات لتعويض وتشريف الضحايا.
في 2011، أضيفت أرشيفات 1980 الخاصة بانتفاضة 18 مايو ضد الحكم العسكري الموجودة في مبنى بلدية غوانغجو إلى سجل ذاكرة العالم التابع لمنظمة الأمم المتحدة للتربية والعلوم والثقافة.